# جيروم بورغ
جيروم بورغ (بالإنجليزية: Jerome Burg)‏ هو مستشار مالي ومقدم تلفزيوني أمريكي، ولد في 2 أغسطس 1935 في نيويورك في الولايات المتحدة، وتوفي في 13 مايو 2004 في سكوتسديل في الولايات المتحدة.